# Chapelle Saint-Maudé de Guiscriff
La chapelle Saint-Maudé est située  sur la commune de Guiscriff, au lieu-dit Saint-Maudé, à 3 km du Bourg. 
La chapelle fait l’objet d’une inscription au titre des monuments historiques depuis le 6 octobre 1925.

## Historique
La mention la plus ancienne de la chapelle figure dans un aveu  daté du 30 juin 1507. La toiture de la nef et du transept a été refaite en 1961. Les murs nettoyés, ont été consolidés par injection de chaux et rejointoyés en novembre-décembre 1992 et novembre 1994-janvier 1995. Depuis octobre 1992, un coq-girouette coiffe à nouveau le clocher.

## Description
La chapelle est une construction ogivale  en grand et moyen appareil en forme de croix latine. 

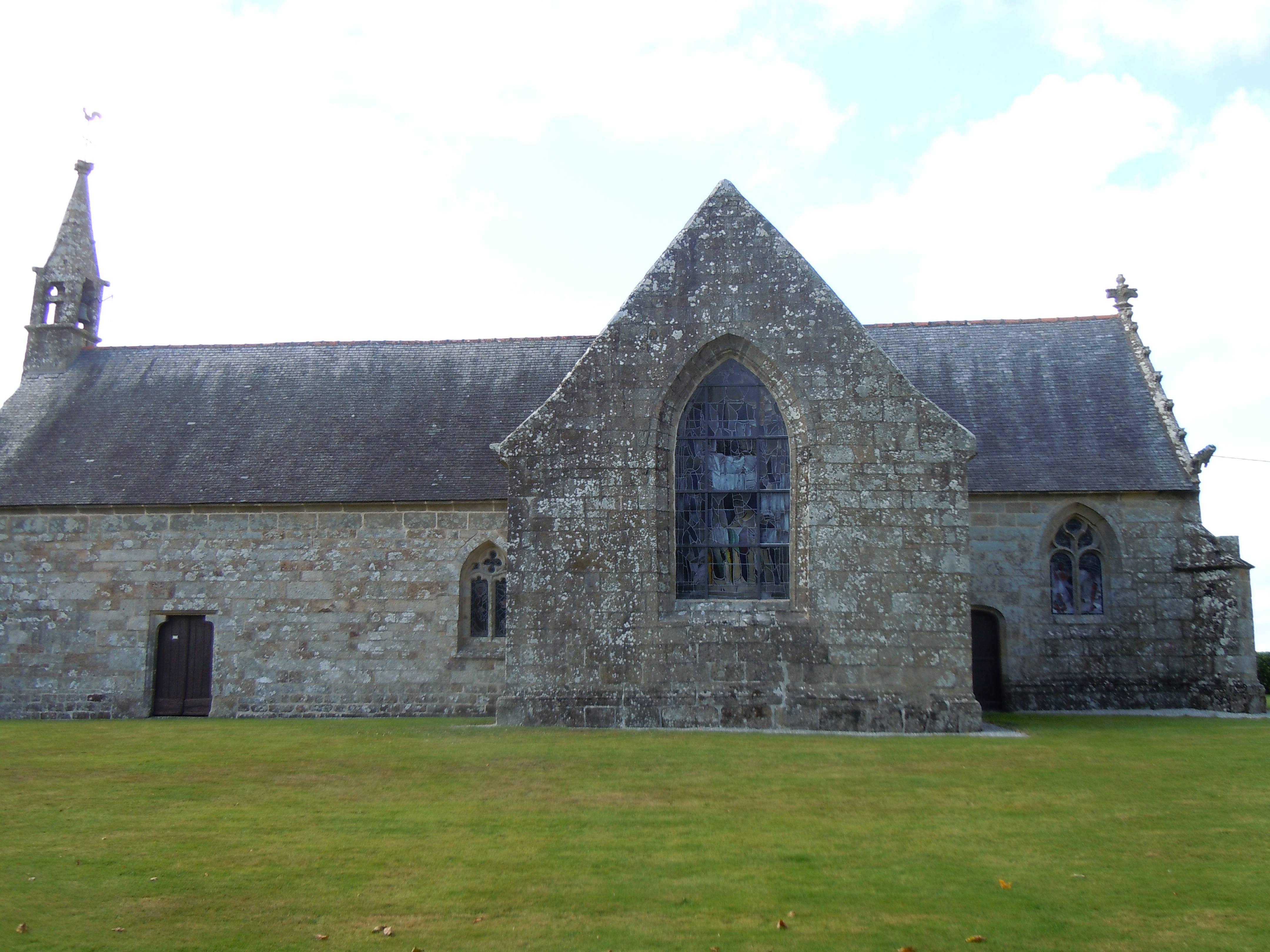
La façade sud.
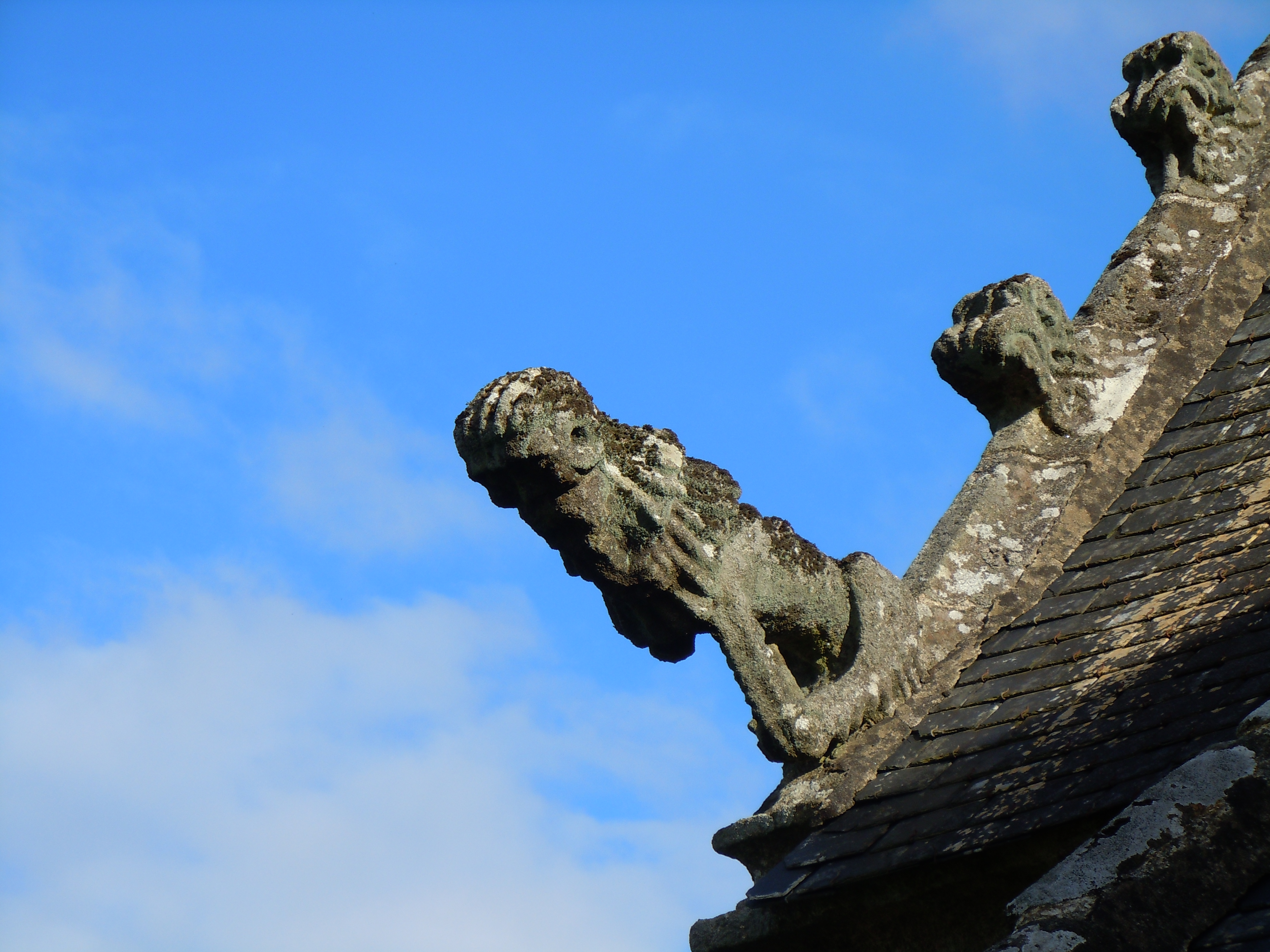
Gargouille ornant le toit.

La chapelle se compose de deux parties : le transept et le chœur du XVIe siècle et la nef, plus ancienne, difficile à dater. Au sommet d'un vitrail, dans un écu aux formes germaniques, armes d'une famille non identifiée qui se lisent : « d'azur en chef d'or chargé de trois coquilles de gueules.». La statuaire date essentiellement du XVIe siècle. Saint-Maudé (granite, XVIe siècle), le patron de l'édifice, représenté en abbé, y  côtoie saint-Benoît tenant un livre ouvert et priant (bois, XVIe siècle), saint-Yves, coiffé d'une barrette; revêtu d'un surplis et d'un camail à capuchon, tenant un livre ouvert (bois, XVIe siècle), saint-André (bois, XVIe siècle), saint-Adrien portant une armure et tenant ses entrailles des deux mains (granite, XVIe siècle) et saint-Jean  vêtu d'une peau de bête (en plâtre, XVIIIe siècle). Les sablières situées à la croisée du transept sont sculptées en demi-relief (masques humains, motifs végétaux) tandis que les poutres sont terminés par des gueules de dragon.

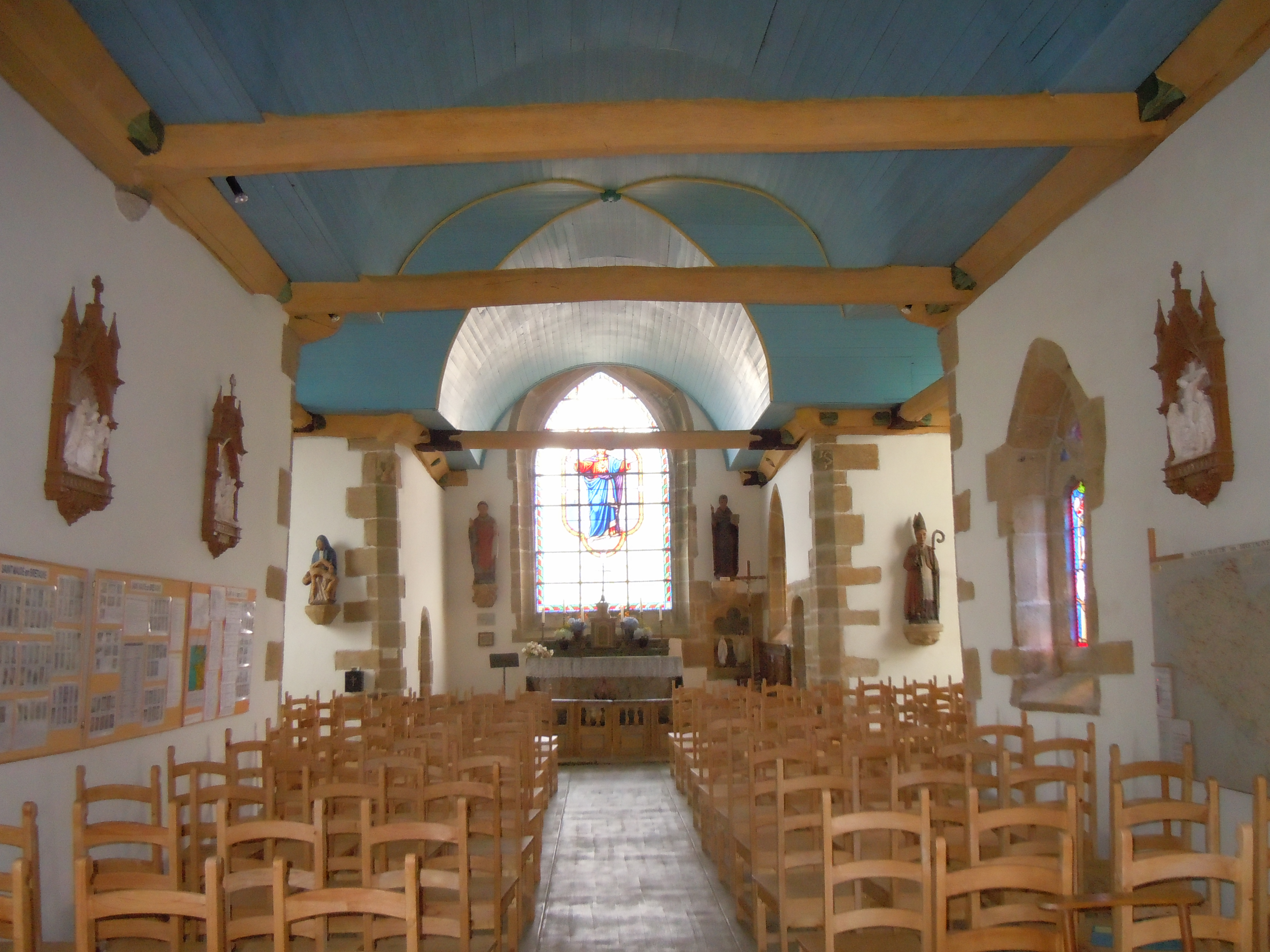
Vue générale de l'intérieur.
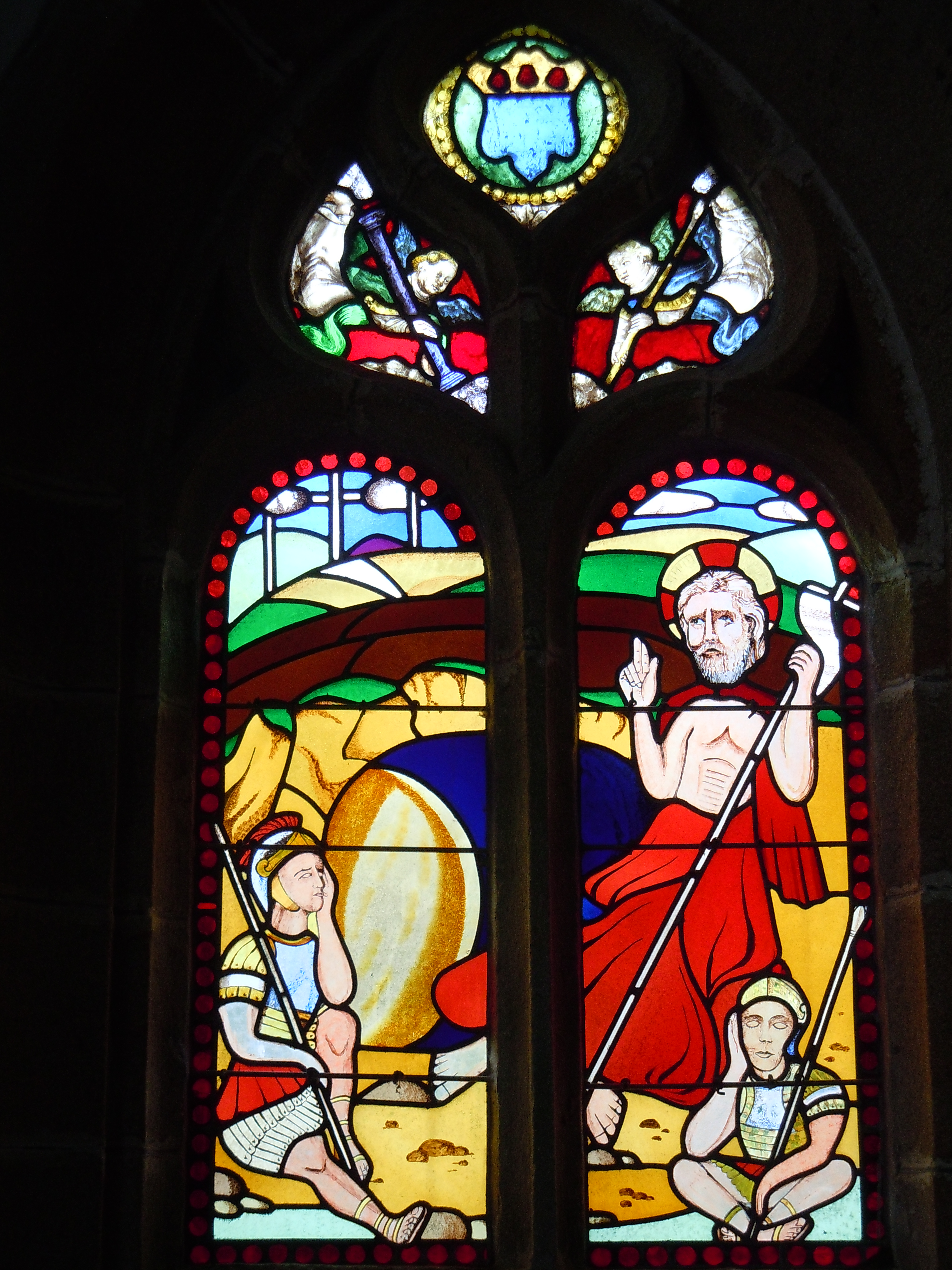
Vitrail, écu aux formes germaniques dans la partie supérieure.
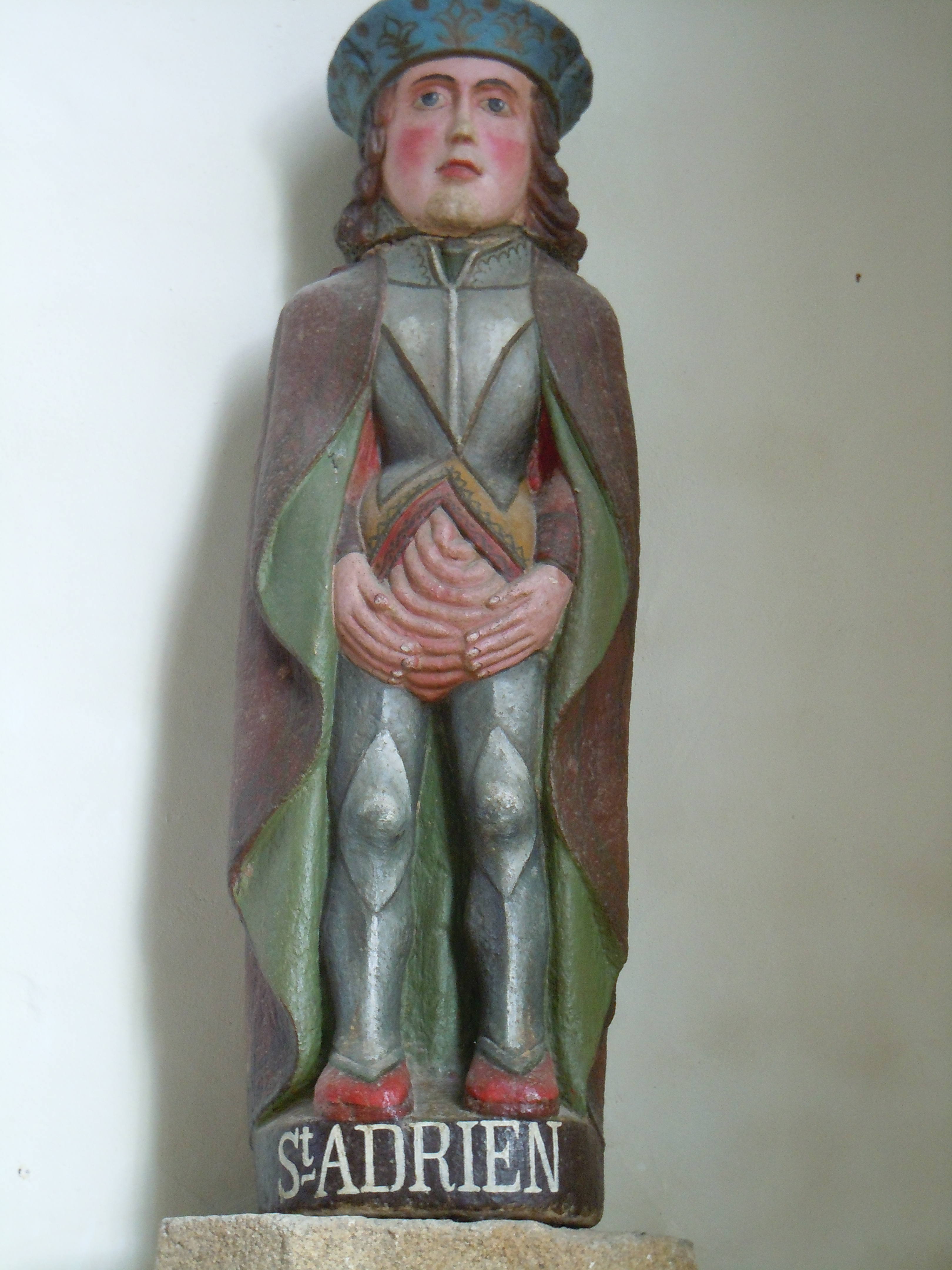
Statue de saint Adrien portant une armure, elle provient de la chapelle détruite Saint-Adrien.
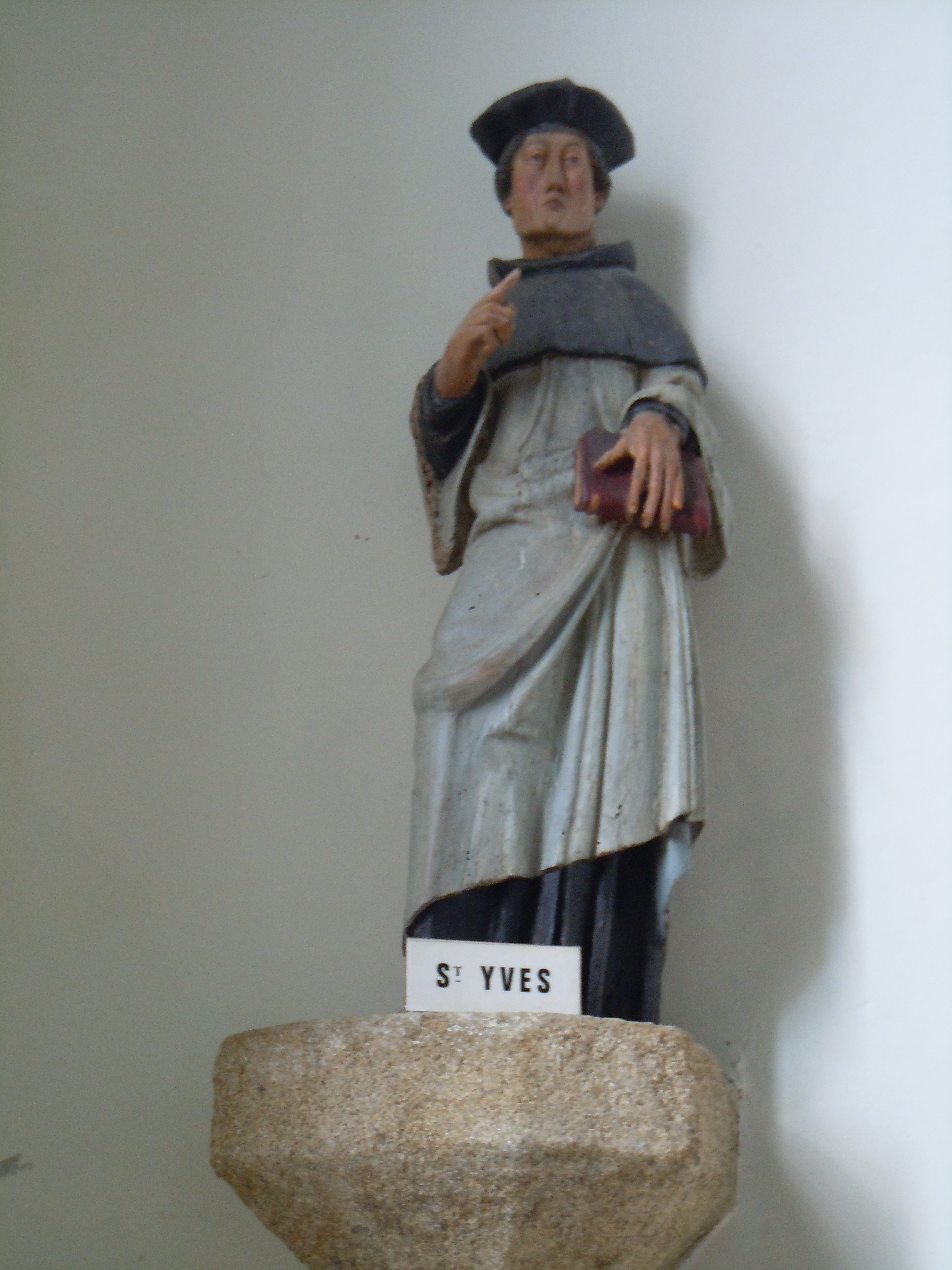
Statue de saint Yves représenté en avocat.

## Culte
La chapelle est placée sous le patronage de Saint Maudé, un moine d'origine irlandaise ou galloise ayant vécu au VIe siècle en Bretagne. Des pouvoirs thérapeutiques lui étaient attribués, notamment contre les morsures de serpent et les tumeurs du cou de pied provoquées par le frottement des sabots. Le pardon annuel a lieu tous les quatrièmes dimanche d'août. Tous les ans, une crèche de Noël est réalisée dans la chapelle.